# 王洛賓
王 洛賓（おう らくひん、中国語: 王洛宾、1913年12月28日 - 1996年3月14日）は北京生まれの中国の音楽家で、特に中国各地の民族歌曲を収集して編曲し、歌詞を中国語に改めて広めたことで知られる。
彼が広めた民族歌曲は現代中国で刀郎などによりよく歌われており、日本でも中国語を通していくつか知られている。
- 草原情歌 (新疆・カザフ族)
- 青春舞曲 (新疆・ウイグル族)
- 阿拉木汗 (アラムハン、新疆・ウイグル族)
- 達坂城の姑娘 (新疆・ウイグル族)